# Blinky Bill (Buch)

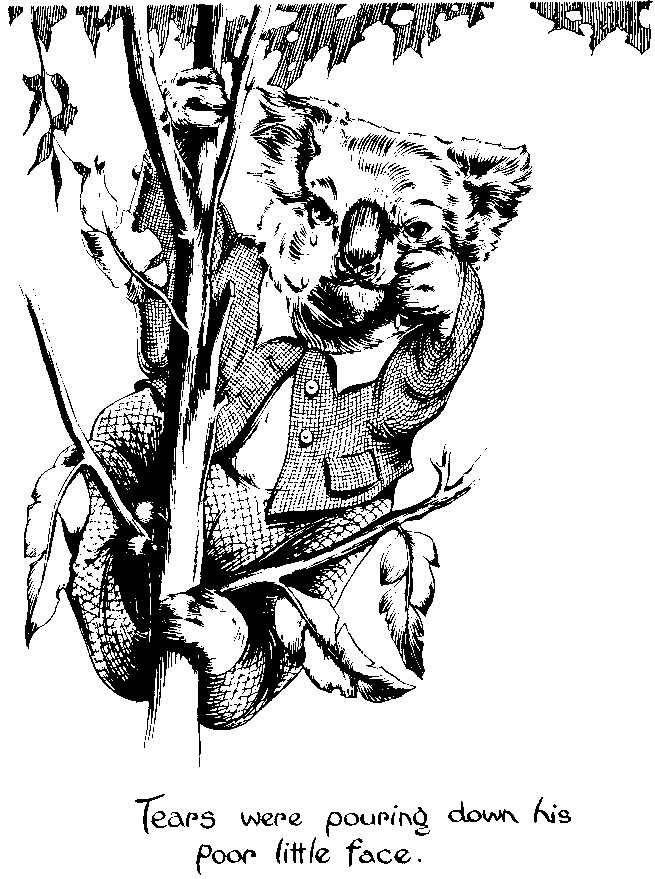
Illustration von Blinky Bills Vater

Blinky Bill ist der Held mehrerer Geschichten über einen kleinen Koala von der australischen Schriftstellerin und Illustratorin Dorothy Wall, die ab dem Jahr 1933 beim Verlag Angus & Robertson veröffentlicht wurden. Die deutsche Erstausgabe erschien 1994 beim Carlsen Verlag.

## Inhalt

### Blinky Bill: The Quaint Little Australian
Die Geschichten rund um Blinky Bill starten mit dessen Geburt, die für viel Aufregung unter den restlichen Bewohnern im australischen Busch sorgt. Blinkys Tage wären fast rasch gezählt gewesen, würde ihn nicht ein zuvor angebundener Kaninchenschwanz vor dem Tod durch eine Schlange retten. Bis zu Blinkys erstem Geburtstag hat der kleine Koala noch keinen Namen: Erst bei seiner Taufe erhält er den Namen Blinky Bill, den sein Vater für ihn ausgewählt hat. Kurz darauf kommt es zur Tragödie und Blinkys Vater wird erschossen, woraufhin sich Blinky und seine Mutter ein neues Zuhause suchen müssen. Sie finden Zuflucht auf dem Eukalyptusbaum von Mrs. Grunty und ihrem Sohn Snubby. Doch schon bald erwecken Blinkys Abenteuerlust und seine vielen Streiche das Missfallen Mrs. Gruntys, die einen üblen Einfluss auf ihren braven Sohn Snubby fürchtet. Blinkys erster Ausflug führt ihn zum Einkaufsladen von Miss Pimm, wo sich der kleine Koala den Bauch mit Bonbons und anderen Süßigkeiten vollschlägt, ehe er von der Ladenbesitzerin entdeckt wird und nur um Haaresbreite entkommt. Zwar verspricht Blinky seiner Mutter nach der Rückkehr, nie wieder wegzulaufen, doch das monotone Leben auf dem Baum ist gar nicht nach Blinkys Geschmack, so dass sein Versprechen nicht sehr lange hält und er schon bald wieder zu neuen Abenteuern aufbricht. Er trifft dabei auf einen Wombat, der ihm seine Höhle zeigt und ihm seine Lebensgeschichte erzählt. Der kleine Koala landet schließlich bei den Fröschen, wo Blinky dem Unterricht von Mrs. Spotty beiwohnen darf und mit den Froschkindern Bockspringen spielt. Als Blinky an der Reihe ist, landet er genau auf Mrs. Spotty, die dabei fast zu Tode gedrückt wird, und er muss vor den wütenden Fröschen fliehen. Auf dem Weg nach Hause trifft er das Kaninchen-Mädchen Bobbin, die Blinky zur Geburtstagsparty ihres Bruders einlädt. Die Feier endet im Chaos, als Blinky an Madam Hares Schwanz zieht. Mit Hilfe des Känguruhs Angelina Wallaby kann Blinky gerade noch der aufgebrachten Kaninchen-Horde entkommen. Zwar versohlt ihm Blinkys Mutter nicht wie befürchtet den Hintern, doch sie beschließt, Blinky in die Schule von Mrs. Magpie zu schicken.

### Blinky Bill Grows Up
Doch davon möchte Blinky naturgemäß nichts wissen und er beschließt, noch am selben Tag weg zu laufen. Als er sich auf einem Eukalyptusbaum zum Schlafen legen möchte, trifft er auf zwei Würgerkrähen, die für Mrs. Possums Wohltätigkeitsbasar jede Menge junger Vögel getötet haben. Blinky ist zwar schockiert über die Grausamkeit der Krähen, doch gleichzeitig ist er fasziniert von ihrem schönen Gesang und er ersucht sie, ebenfalls zum Basar kommen zu dürfen. Da jeder Besucher einen Beitrag leisten muss, bietet Blinky an, den Grabbelsack zu betreuen. Der kleine Koala sorgt auf dem Basar wie gewohnt für jede Menge Tohuwabohu und auch die Vergabe der Überraschungen aus dem Grabbelsack verläuft nicht wunschgemäß. Als Nächstes führt ihn seine Abenteuerlust mit Hilfe der Eule zur Farm von Mr. Smifkins. Als er dem Bauern im Schlaf ein Schnurrbarthaar ausreißt, entwickelt sich eine wilde Verfolgungsjagd, die damit endet, dass Blinky in der Küche eingesperrt wird. Dort macht er sich über diverse Marmeladengläser, Eier und einen Krug Milch her, ehe er auf eine kleine Maus trifft. Dieser hilft er bei der Suche nach einem Stück Käse. Doch die Maus segnet in einer Mausefalle das Zeitliche und Blinky beschließt, diesen lebensgefährlichen Ort schleunigst zu verlassen. Über ein offenstehendes Fenster gelingt seine Flucht. Kurz darauf trifft er auf einem Baum auf den kleinen Vogel Willie Wagtail, der sich aus Blinkys Ohren ein paar seidigweiche Haare für sein Nest zupfen darf. Im selben Baum lebt auch eine Beutelratte, die Blinky von den Gefahren für ihre Babys durch eine Schlange und eine Echse erzählt. Blinky sucht daraufhin den Rat der Eule, die ihn nach kurzem Nachdenken an die Bulldoggenameisen verweist. Diese erklären sich bereit, der Beutelratte zu helfen, und als die Schlange und die Echse auftauchen, fallen die Ameisen über die beiden Räuber her, betäuben diese mit ihrem Gift und fressen ihre Beute schließlich bis auf die Knochen auf. Als Nächstes trifft Blinky auf das Stachelschwein Spikey. Beide sind entsetzt über die Essgewohnheiten des jeweils anderen. Als Spikey dem Koala sein Zuhause zeigt, wird Blinkys Nase von einem von Spikeys Stacheln gestochen. Trotzdem nimmt er die Einladung an, in Spikeys Bau zu schlafen. Nach dem Aufwachen nimmt das Stachelschwein Blinky mit zu den Leierschwänzen, die die Laute anderer Tiere und diverse Geräusche wie beispielsweise eine Dampflokomotive nachahmen können. Dort angekommen wohnen Spikey und Blinky einer Tanzstunde bei, die zwei Leierschwanzeltern ihren vier Kindern geben. Blinky ist nun schon lange unterwegs und hält es für an der Zeit, wieder zu seiner Mutter zurückzukehren. Am Weg dorthin trifft er auf die Füchsin Belinda, die ihm von einem Kaninchen-Wettrennen erzählt, bei dem sie sich ein Jungtier schnappen möchte. Blinky beeilt sich, die Kaninchen vor der drohenden Gefahr zu warnen. Doch Granny Kaninchen hat für diesen Fall vorgesorgt: Sie hat ein totes Kaninchen mit Disteln und Brennnesseln ausgestopft, so dass dieses groß und fett aussieht. Trotz all seiner nachgesagten Schläue fällt Fuchs Belinda auf den Trick herein und als sie über das ausgestopfte Kaninchen herfällt, ist sie übersät mit schmerzvollen Stacheln. Blinky nimmt ihr das Versprechen ab, niemals wieder die kleinen Kaninchen zu jagen und befreit Beldina von ihren Schmerzen. Als Blinky schließlich nach Hause kommt, rechnet er damit, von seiner Mutter den Hintern versohlt zu bekommen. Das hat diese auch ursprünglich vor, insbesondere, weil sie von Mrs. Grunty dazu aufgefordert wird. Doch die Freude über die Rückkehr des kleinen Lausers überwiegt und statt Blinky zu schlagen, verlassen Mutter und Sohn gemeinsam den Baum, in dem nun nur noch Snubby und seine Mutter leben. Auf dem Weg zu einem neuen Zuhause fallen die beiden jedoch zwei Jägern in die Hände und landen schließlich in einem Zoo, in dem sie sich zusammen mit vielen anderen Tieren und auf Grund des Überflusses an Futter anfangs sehr wohl fühlen.

### Blinky Bill and Nutsy
In der dritten Geschichte gelingt Blinky Bill und seiner Mutter gemeinsam mit dem Känguru Splodge die Flucht aus dem Zoo. Als sie beim Baum ankommen, in dem sie früher gelebt haben, entdeckt Blinky dort ein kleines Koala-Waisenmädchen namens Nutsy. Zwar behauptet Blinky, Mädchen überhaupt nicht ausstehen zu können, doch rasch freunden sich die beiden Kinder an. Blinkys Mutter ist ohnehin komplett begeistert von der niedlichen Nutsy. Um die erfolgreiche Heimkehr zu feiern, veranstaltet Blinkys Mutter eine ‚Treewarming‘-Party. Blinky gelingt es, die Ameisen zu verjagen, indem er vorgibt, ein Ameisenbär wäre ebenfalls zu Gast. Nutsy rettet Kaulquappe Freddie mittels Heimlich-Manöver vor dem Erstickungstod. Und Splodge boxt eine Kiefernatter zu Tode, die sich über Blinky hermachen möchte. Die Party ist ein großartiges Fest, nur die ewig nörgelnde Mrs. Grunty beschwert sich am Abend danach, nicht eingeladen gewesen zu sein.
Eine Woche später belauschen Blinky und Nutsy, wie Blinkys Mutter und Splodge Pläne schmieden, in ihrem Baum ein Gasthaus zu eröffnen. Die Aussicht, zusammen mit Ratten und Spinnen schlafen zu müssen oder gar Gäste bedienen zu müssen, behagt den beiden so gar nicht und sie beschließen, auf Reisen zu gehen und die Pelikane zu besuchen. Auf dem Weg dorthin begegnen sie einer Feldmaus, deren beste Freundin erkrankt ist. Von Doktor Eule hat sie sich eine Flasche Eukalyptus-Öl besorgt, mit der sie ihre Freundin einreiben soll. Nicht ahnend, dass es sich bei der sterbenskranken Freundin um ein Stachelschwein handelt, bieten Blinky und Nutsy ihre Hilfe an. Mit einer List können Blinky und Nutsy abwenden, das Stachelschwein einzureiben. Stattdessen pinseln sie den Rachen des Stachelschweins mit einem Weizenstängel und dem Eukalyptus-Öl ein, was der Erkrankten rasche Linderung bringt. Nach diesem kleinen Abstecher gelangen die beiden kurze Zeit später zu den Pelikanen. Nach anfänglichem, gegenseitigem Misstrauen dürfen Blinky und Nutsy schließlich sogar einer Ratsversammlung der Vögel beiwohnen. Bei dieser bekunden zahlreiche Pelikane ihren Unmut über die Ratsherren und deren Privilegien. Unters Volk haben sich auch aufgebrachte Pelikan-Witwen gemischt, die letztlich erreichen, dass ihnen ein permanenter Fischfangplatz genehmigt wird. Blinky und Nutsy folgen den Witwen und schauen ihnen fasziniert zu, wie sie in ihrem neuen Fangplatz eine Riesenmenge Fische verspeisen. Die beiden Koalas versuchen sich daraufhin ebenfalls im Fischefangen, doch dies endet damit, dass Blinky von einer Krabbe gezwickt und von Nutsy gerettet werden muss. Das Koala-Mädchen möchte daraufhin nach Hause während Blinky damit angibt, noch beim Krokodil vorbeischauen zu wollen. Nutsy setzt sich schließlich durch. Als sie sich ihrem Zuhause nähern, stopfen sich die beiden auf Blinkys Anraten die Hosen mit Blättern voll: Dies soll den Schmerz der Schläge, die ihnen Blinkys Mutter wahrscheinlich fürs Ausbüchsen geben wird, mildern. Blinkys Mutter entdeckt die Blätter, doch Blinky behauptet gedankenschnell, diese hätten sie für die Betten des Gasthauses mitgebracht, was seine Mutter für eine fabelhafte Idee hält.
Das Gasthaus mit Splodge als Manager eröffnet bereits am nächsten Tag. Die Gäste sind allerdings allesamt sehr anspruchsvoll, pingelig und beschweren sich über dies und das. Dies geht so weit, dass Blinkys Mutter die Gäste rauswirft. Den Kohl, den Blinky von Farmer Scratchet geholt hat, isst Splodge ganz alleine auf, mit dem listigen Hinweis, dass man gestohlenes Gemüse den Gästen nicht servieren könne. Als Nutsy und Blinky nochmals zum Bauernhof um neuen Kohl gehen, entgehen sie nur knapp dem Hofhund und seinem Herrn. Mit Hilfe von Splodge gelingt es ihnen, einen ganzen Korb voll Gemüse nach Hause zu bringen.
Das leckere Futter spricht sich rasch herum und jede Menge Tiere kommen, um im Gasthaus an dem Festmahl teilzunehmen, darunter auch das Pferd von Farmer Scratchet, das erkennt, woher das Gemüse stammt und nur mittels Gratismenü davon abgehalten werden kann, den Diebstahl zu melden. Tiere, die nicht auf den Baum klettern können, werden mittels Seil und Korb hinaufgehievt, was für viel Aufregung unter den Gästen sorgt. Als Mrs. Grunty und Snubby auftauchen, steckt Splodge sie ebenfalls einfach in den Korb und zieht die beiden hoch. Das verläuft nicht ganz nach Plan und nach viel Empörung seitens Mrs. Grunty werden die beiden letztlich überredet, zu bleiben. Am Ende wird in bester Stimmung gemeinsam getanzt.

## Hintergrund
Die Ideen zu den Geschichten bekam die Autorin von den Eskapaden ihres Sohnes Peter geliefert, dem das Buch auch gewidmet ist.

## Rezeption
Sue Mooney schreibt in ihrer Rezension: „Dorothy Wall liebte die heimische Tierwelt des australischen Buschs und setzte sich mit Hilfe ihrer Buchillustrationen für deren Schutz ein. Ihre Werke spiegeln den nationalistischen Grundton wider, der in Australien in der Zeit zwischen den Weltkriegen vorherrschte. Die Figur des schelmischen Blinky zeigt Charakterzüge, die dem australischen Soldaten nachgesagt wurden: unbeugsam, mit einer tendenziell draufgängerischen Gleichgültigkeit gegenüber Gefahr und Autorität. Nichtsdestotrotz ist der Koala unheimlich süß, und Blinkys Heldentaten sind seit vielen Jahren bei Eltern und Kindern beliebt.“

## Referenzen
Blinky Bill ist in dem literarischen Nachschlagewerk 1001 Kinder- und Jugendbücher – Lies uns, bevor Du erwachsen bist! für die Altersstufe 3+ Jahre enthalten.

## Ausgaben
- Blinky Bill: The Quaint Little Australian. Angus & Robertson, Australien 1933 (englisch).
- Blinky Bill Grows Up. Angus & Robertson, Australien 1934 (englisch).
- Blinky Bill and Nutsy: Two Little Australians. Angus & Robertson, Australien 1937 (englisch).
- The Complete Adventures of Blinky Bill. Angus & Robertson, Australien 1939 (englisch).

## Adaptionen
In den 1980ern wurden Blinky Bills Geschichten erstmals als Fernsehserie auf ABC Television unter dem Titel The New Adventures of Blinky Bill verfilmt. 1992 folgte der Animationsfilm Blinky Bill – Der Film unter der Regie von Yoram Gross. 1993 wurden die Geschichten des kleinen Koalas von den Yoram Gross Film Studios als Zeichentrickserie Blinky Bill mit 78 Episoden in drei Staffeln realisiert. 2015 wurde der Stoff neuerlich als Animationsfilm unter dem Titel Blinky Bill – Das Meer der weißen Drachen umgesetzt.